# Sœurs de Notre-Dame de l'Immaculée Conception de Castres
Les Sœurs de Notre-Dame de l’Immaculée Conception de Castres (en latin : Congregatio Nostrae Dominae ab Immaculata Conceptione) ou Sœurs bleues forment une congrégation religieuse féminine hospitalière et enseignante de droit pontifical.

## Histoire
La congrégation est fondée le 8 décembre 1836 par Jeanne-Émilie de Villeneuve (1811-1854), avec deux compagnes, dans l'église Notre-Dame-de-la-Platé de Castres. Les règlements provisoires de la communauté sont approuvés le 16 décembre 1836 par François de Gualy, archevêque d'Albi. Le 19 mars 1837, elles installent un ouvroir près de leur maison pour accueillir et former les jeunes filles pauvres et abandonnées. Le 8 décembre de la même année, l'administration leur propose de faire et de distribuer la soupe aux prisonniers de Castres.
La première maison étant devenue trop petite, elles déménagent le 1er mai 1838 dans les anciens locaux des sœurs de la Présentation de Notre-Dame de Castres. En 1840, les sœurs font une première fondation à Saïx où elles assurent la direction de l'école paroissiale et l'enseignement du catéchisme.
En 1842, l'abbé Jean-Rémi Bessieux, professeur au petit séminaire de Castres, quitte son poste pour entrer dans la congrégation du Saint Cœur de Marie (qui fusionne en 1848 avec la congrégation du Saint-Esprit) que vient de fonder le Père François Libermann (1802-1852) pour les missions auprès des Africains. Avant son départ, il rend visite à Émilie de Villeneuve et parlent ensemble des missions africaines.
Bessieux fait part à Libermann de cette supérieure générale qui partage leur idée ; commence alors une correspondance suivie et des entrevues qui aboutissent, en 1847, au premier départ des sœurs pour le Sénégalpuis au Gabon en 1849. La même année, elles s'installent en Gambie où elles restent jusqu'en 1882. Elles contribuent en 1911 à la formation de la congrégation autochtone des sœurs de Sainte Marie du Gabon. En raison des lois anticongrégationniste du début du XXe siècle, les religieuses doivent s'exiler en Espagne (1903) et en Italie (1904) ; vient ensuite l'Amérique avec le Brésil (1904) et l'Argentine (1905).
L'institut reçoit le decretum laudis le 30 décembre 1852 et ses constitutions sont approuvées par le Saint-Siège le 21 janvier 1878.

## Fusion
Trois congrégations ont fusionné avec les sœurs de Notre-Dame de l’Immaculée Conception de Castres :
- 1928 : Les Sœurs de l'Immaculée-Conception de la Mère de Dieu de Clermont-Ferrand fondées par Marie Boutarel, en religion sœur Marthe-Marie. Le but de la congrégation était de proposer des retraites spirituelles, d'accueillir des jeunes filles en recherche de travail et de les former le cas échéant, et d'aider des associations à se créer[10].

- 1936 : Les Sœurs hospitalières de saint-Alexis de Limoges dites « sœurs de la médaille » fondées par Marie Petiot en 1657[11]dont le but était de s'occuper des malades de l'hôpital Saint Gerald de Limoges[12]. En 1647, Marie de Petiot (1612-1667), fille d'un administrateur de Limoges, s'installe dans l'hôpital Saint-Gérald, pour soigner les malades, à l'exemple d'autres jeunes filles qui exercent déjà cet apostolat. Elle dédie la chapelle de l'hôpital à saint Alexis, dont la fête est dès lors célébrée chaque année. La raison de ce choix n'est précisée dans aucun texte et demeure étonnante car ce saint ne bénéficie pas d’un culte particulier en Limousin[13]. Le 26 octobre 1657, Marie de Petiot et Hélène Mercier prennent l'habit religieux, avec l'assentiment de l'évêque. Une jeune et riche veuve, Mme de La Planche, née Descordes de Gry, cousine de Marie de Petiot, les rejoint la même année. Elles bâtissent un monastère près de l'hôpital qu'elles occupent dès 1659[11]. Par ordonnance du 10 août 1659, François de La Fayette, évêque de Limoges, érige officiellement la communauté[14]sous le nom de congrégation des sœurs hospitalières de Saint-Alexis, dites aussi sœurs de la Médaille, à cause d'une médaille en argent que les religieuses portent sur la poitrine et qui représente saint Alexis couché malade sous un escalier[15]. Le 1er novembre 1659, Marie de Petiot et Hélène Mercier prononcent leurs vœux en ajoutant celui de toujours servir les pauvres gratuitement ; Mme de La Planche les imite quelques mois plus tard. Comme elles ont déjà beaucoup de novices, elles s'engagent d'être toujours six dans l'hôpital, même la nuit, pour être constamment à la disposition des malades[11]. Louis XIV autorise les sœurs de Saint-Alexis par lettres-patentes datées de 1672 et de 1676, et par lesquelles il leur accorde certains privilèges que Louis XV confirme en 1754. Lors de la Révolution française, on ferme la chapelle et on confisque les revenus du couvent, mais les bâtiments sont respectés et les sœurs continuent leurs soins aux malades de l'hôpital en quittant simplement l'habit religieux. Leur but n'étant pas de se répandre, elles n'ont accepté hors de Limoges que l'hôpital de Saint-Léonard (Haute-Vienne)[11]. En 1813, Joséphine du Bourg (1788-1862) entre chez les sœurs hospitalières de saint-Alexis de Limoges avant de fonder les sœurs du Sauveur et de la Sainte Vierge en 1834[16]. En 1861, elles font construire une chapelle dédiée au cœur agonisant de Jésus[14], une dévotion alliant le culte du Sacré-Cœur de Jésus et la prière en faveur des mourants[17]. L'édifice sert de lieu de culte jusqu’en 1993. Il est restauré et aménagé en salle des conseils par l’université de Limoges en 2002[18].

- 2022 : Les Pauvres Filles de Jésus de Massac-Séran fondées le 21 novembre 1848 par Siméon Roucou (1797-1882), curé de Massac, pour l'enseignement des enfants et la visite des malades à domicile. Le 21 novembre 1851 a lieu la première prise d'habit. Le fondateur adopte les constitutions des sœurs de Saint Joseph d'Oulias situées également dans le Tarn. Le 1er mai 1874, la Troisième République autorise la communauté comme congrégation hospitalière et enseignante à supérieure générale. Jean-Paul Lyonnet, archevêque d'Albi, approuve les constitutions le 12 octobre 1872[19]. Elles fusionnent avec les sœurs de Castres le 31 octobre 2022[20].

## Activités et diffusion

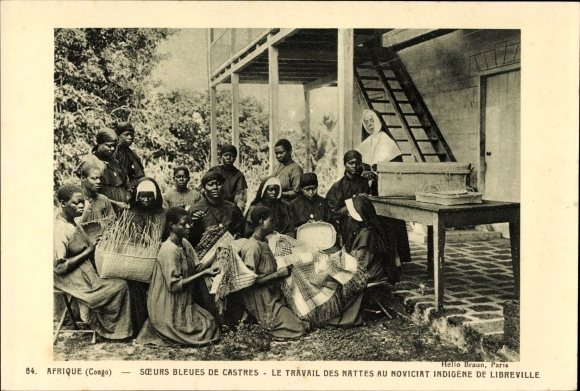
Mission de Libreville vers 1930.

Les religieuses se consacrent à l'instruction et à l'éducation chrétienne de la jeunesse, des orphelins et des malades, et aux missions.
Elles sont présentes en:
- Europe : France, Espagne, Italie.
- Afrique : Bénin, Burkina Faso, Congo, Gabon, Guinée Bissau, Sénégal.
- Amérique : Argentine, Bolivie, Brésil, Haïti, Mexique, Paraguay, Uruguay, Venezuela.
- Asie : Philippines.

La maison généralice est à Rome. Dans cette ville, la congrégation dispose d’une casa per ferie, « Il Romitello » pour l'accueil des pèlerins.
En 2020, la congrégation compte environ 600 membres, répartis en 124 communautés dans 18 pays.